# مارک واینبرگر
مارک واینبرگر، (به انگلیسی: Mark Weinberger) (زاده ۱۹۶۲) کارآفرین، بازرگان و مدیر ارشد اجرایی آمریکایی است، که در حال حاضر به‌عنوان مدیر عامل اجرایی و رییس هیئت مدیره شرکت ارنست اند یانگ فعالیت می‌کند.